# سگ عروسکی روسی
سگ عروسکی روسی (به انگلیسی: Russkiy Toy)، نام یکی از نژادهای سگ است که خاستگاه آن به روسیه بازمی‌گردد.